# Juan Pablo Cebreco
Juan Pablo Cebreco Sánchez (El Cobre, Santiago de Cuba, Cuba, 26 de junio de 1856 - Santiago de Cuba, Cuba, 11 de abril de 1930), fue un militar cubano. General de Brigada (Brigadier) del Ejército Mambí.

## Orígenes y Guerra de los Diez Años
Juan Pablo Cebreco Sánchez nació en el poblado de El Cobre, Santiago de Cuba, Cuba, 26 de junio de 1856.
El 10 de octubre de 1868 estalló la Guerra de los Diez Años (1868-1878), primera guerra por la independencia de Cuba.
Siguiendo los pasos de sus hermanos mayores, Juan Pablo se incorporó a las fuerzas independentistas cubanas, con apenas 12 años de edad. 
Fue ascendido a Capitán, el 15 de diciembre de 1872, con 16 años. Combatió en las Batallas del Naranjo-Mojacasabe, en febrero de 1874. Posteriormente, en marzo, fue herido de un balazo en el pecho, durante la Batalla de las Guásimas. Lo ascendieron a Comandante, el 26 de diciembre de 1876.
El 10 de febrero de 1878, algunos oficiales cubanos firmaron con España el Pacto del Zanjón, que puso fin a la guerra, sin reconocer la independencia de Cuba. Antonio Maceo y la mayoría de los oficiales orientales se opusieron a tal pacto, entre ellos, los hermanos Cebreco. Los tres hermanos fueron ascendidos a Teniente coronel, tras la Protesta de Baraguá, en marzo de 1878.

## Guerra Chiquita
En agosto de 1879, estalló la Guerra Chiquita (1879-1880), segunda guerra de independencia de Cuba. Los hermanos Cebreco se unieron a la misma.
En mayo de 1880, fue capturado por fuerzas enemigas. Tras fugarse, regresó a la lucha, pero tras el fracaso de la guerra, se vio forzado a capitular, como los demás cubanos.

## Guerra Necesaria
El 24 de febrero de 1895 estalló la Guerra Necesaria (1895-1898), tercera guerra por la independencia de Cuba.
El Teniente coronel Cebreco, se unió a las tropas de su hermano, el Coronel Agustín Cebreco. Participó en las Batallas de El Jobito, Peralejo y Sao del Indio, en ese intenso año de 1895.
A finales del mismo, fue enviado en una misión al extranjero. Regresó con el Mayor general Calixto García en 1896 y, meses después, fue ascendido a Coronel.
Participó en la Batalla de Loma del Gato, junto a su hermano Agustín, en la cual murió el Mayor general José Maceo. Posteriormente, en 1898, se destacó en el Asedio de Santiago de Cuba. Fue ascendido a Brigadier, el 18 de agosto de 1898, año en que terminó la guerra.

## Últimos años y muerte
Tras el fin de la guerra y la instauración de la República, el Brigadier Cebreco no se involucró en política, ni ocupó ningún cargo público, a diferencia de su hermano Agustín.
El General de Brigada Juan Pablo Cebreco, falleció en la ciudad de Santiago de Cuba, el 11 de abril de 1930. Al fallecer, tenía 73 años de edad.